# Nikola Radulović
Nikola Radulović (Zagabria, 26 aprile 1973) è un ex cestista croato naturalizzato italiano, professionista in Europa.
Ha fatto parte della nazionale italiana, con cui ha vinto l'argento alle Olimpiadi del 2004 e il bronzo agli Europei del 2003.

## Carriera
La sua carriera comincia al K.K. Sibenik per poi passare allo Sporting Atene. Infine, arriva al Basket Napoli per la consacrazione del suo talento, dove sposa anche la maglia della nazionale italiana.
Dopo una stagione sceglie di lasciare l'Italia per andare prima al Villeurbanne e successivamente nello Joventut Badalona. Cambia ancora nel 2004, firmando per il Valladolid e poi per l'Azovmash Mariupol. Torna in Italia solo dopo 8 gare nel Mariupol. La sua meta è sempre la Campania ad Avellino dove rimane 3 stagioni consecutive, vincendo una storica coppa italia con la Scandone. Nella stagione 2009/2010 firma per il New Basket Brindisi con cui conquista la promozione in serie A.
Inizia la stagione successiva ancora a Brindisi, ma dopo quattro giornate di campionato rescinde il contratto e si trasferisce a Scafati, dove rimane per due stagioni.

## Palmarès

### Club
- Campionato francese: 1

ASVEL: 2001-02
- Coppa Italia: 1

Avellino: 2008
- Legadue: 1

New Basket Brindisi: 2009-10

### Nazionale
- Olimpiadi:
 Atene 2004
- Europei: 
 Svezia 2003